# Stenoterommata melloleitaoi
Stenoterommata melloleitaoi är en spindelart som beskrevs av Guadanucci och Indicatti 2004. Stenoterommata melloleitaoi ingår i släktet Stenoterommata och familjen Nemesiidae. Inga underarter finns listade i Catalogue of Life.